# Вулиця Полковника Морозенка (Тернопіль)
Вулиця Полковника Морозенка — вулиця в житловому масиві «Аляска» міста Тернополя.

## Відомості
Розпочинається від вулиці Василя Симоненка, пролягає на північний захід паралельно до автошляху Р41 до вулиці Леся Курбаса, де і закінчується. З лівої сторони вулиці розташовані багатоповерхівки.

## Транспорт
На вулиці розташовані дві зупинки громадського транспорту, до яких курсують автобусні маршрути №18, 19, 21, 22, 22А, 24, 35 та тролейбуси №3 (від 1 лютого 2024 року тимчасово перестав курсувати), №8.